# Aporfinové alkaloidy

Strukturní vzorec aporfinu, základní strukturní jednotky aporfinových alkaloidů

Aporfinové alkaloidy jsou skupina sloučenin patřících mezi alkaloidy; strukturou podobných morfinu. Jedná se o druhou nejpočetnější třídu isochinolinových alkaloidů po benzylisochinolinových. Patří sem například apomorfin.
Aporfinové alkaloidy byly objeveny u rostlin z 15 různých čeledí.

## Výskyt

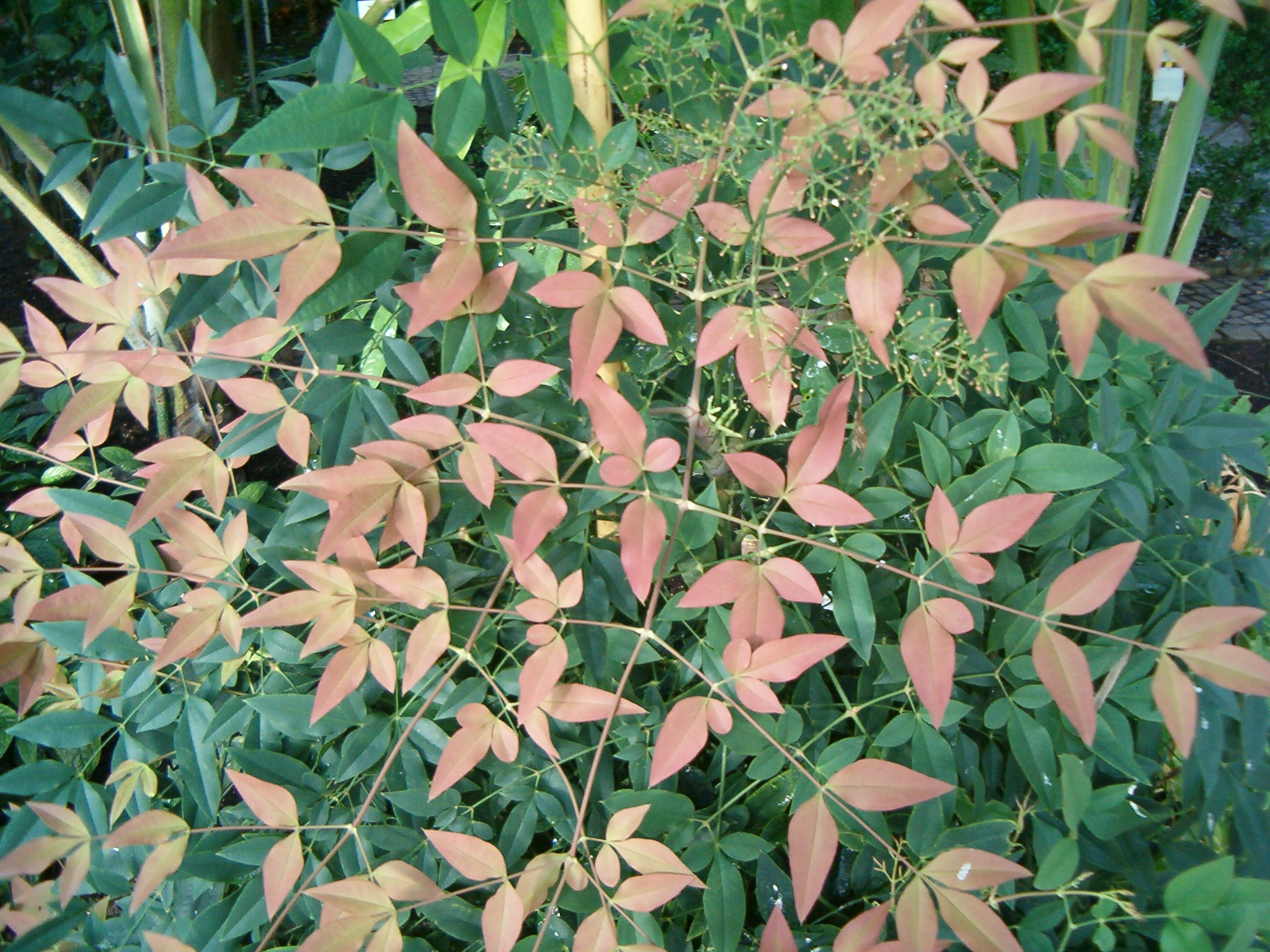
Nandina domácí

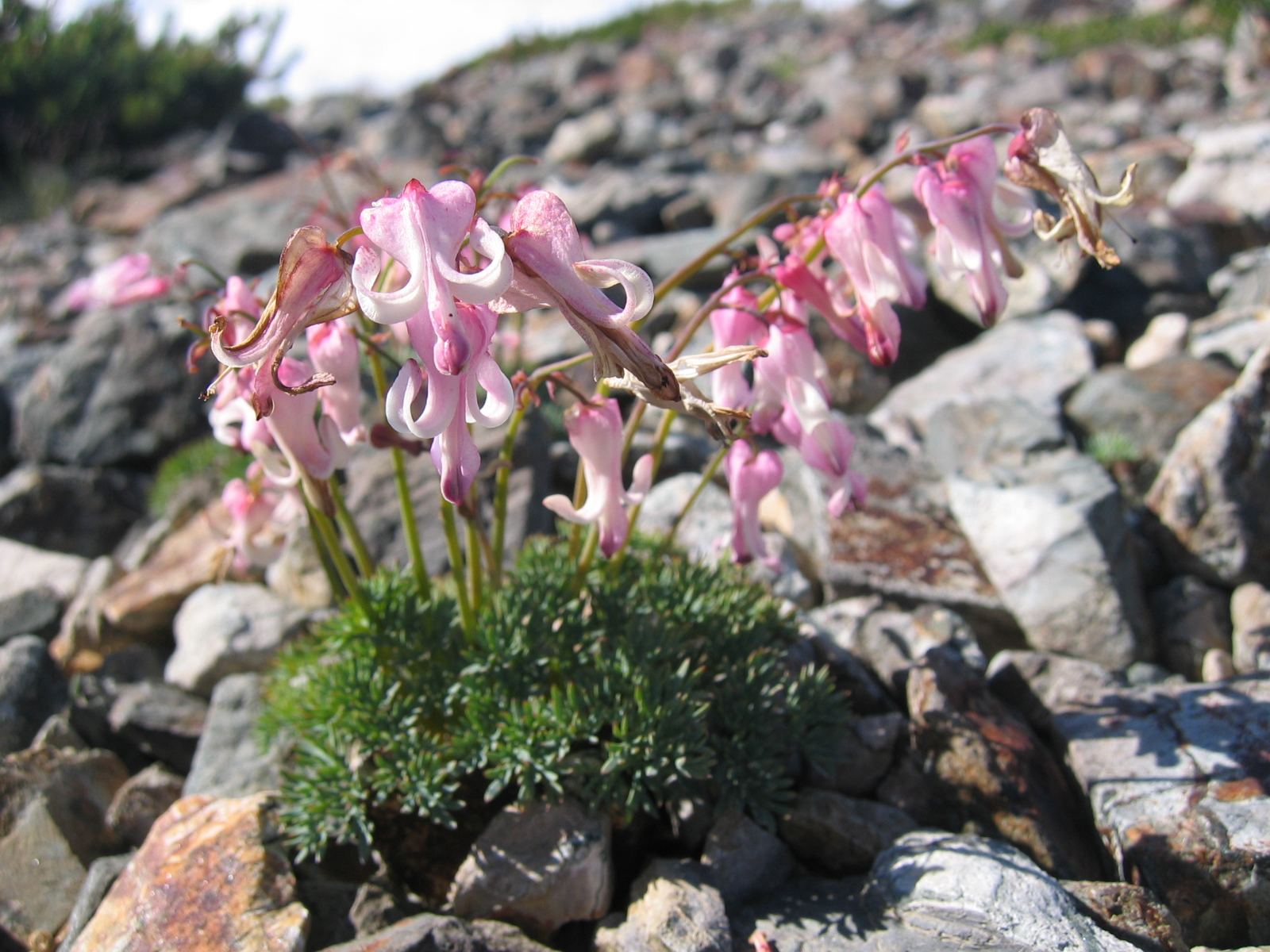
Dicentra peregrina

Isoboldin byl získán mimo jiné z rostlin rodů Beilschmiedia, Nandina, a rohatec (Glaucium).
Korydin byl nalezen u dymnivek (Corydalis), srdcovek (Dicentra), a rohatců.

## Příklady

Apoglaziovin
Apomorfin
Bulbokapnin
Domesticin
Glaucin
Isoboldin
Isothebain
Korydin
Nuciferin

Jednotlivé aporfinové alkaloidy se liší substituenty a jejich umístěním na aporfinovém jádru. Z hlediska stereochemie jde většinou o (R)-sloučeniny, ale například glaucin, bulbokapnin, a isothebain se vyskytují jako (S)-izomery.

## Biosyntéza
Způsob přírodní tvorby aporfinového jádra lze ukázat na příkladu biosyntézy bulbokarpinu.  V prvním kroku se retikulin 1 oxiduje na mezomerně stabilizovaný diradikál s hraničními strukturami 2a a 2b. Cyklizací se následně vytvoří čtvrtý šestičlenný kruh, čímž vznikne korytuberin 3, posléze dehydratovaný na bulbokapnin 4.

## Chemické vlastnosti

Stereocentrum se značí symbolem *.

Aporfinové alkaloidy jsou předměty zájmu pro svou podobnost s morfinem a benzylisochinolinovými alkaloidy; například lze připravit apomorfin z morfinu, přidáním kyseliny a zahřátím.[zdroj?]
Proaporfiny a aporfiny jsou navzájem izomerní.
(R)-glaucin lze získat izomerizací (S)-glaucinu.[zdroj?]

## Použití
Apomorfin snižuje krevní tlak a je též silným emetikem. Používá se k tlumení příznaků Parkinsonovy nemoci, kde pomáhá stimulatací dopaminových receptorů.

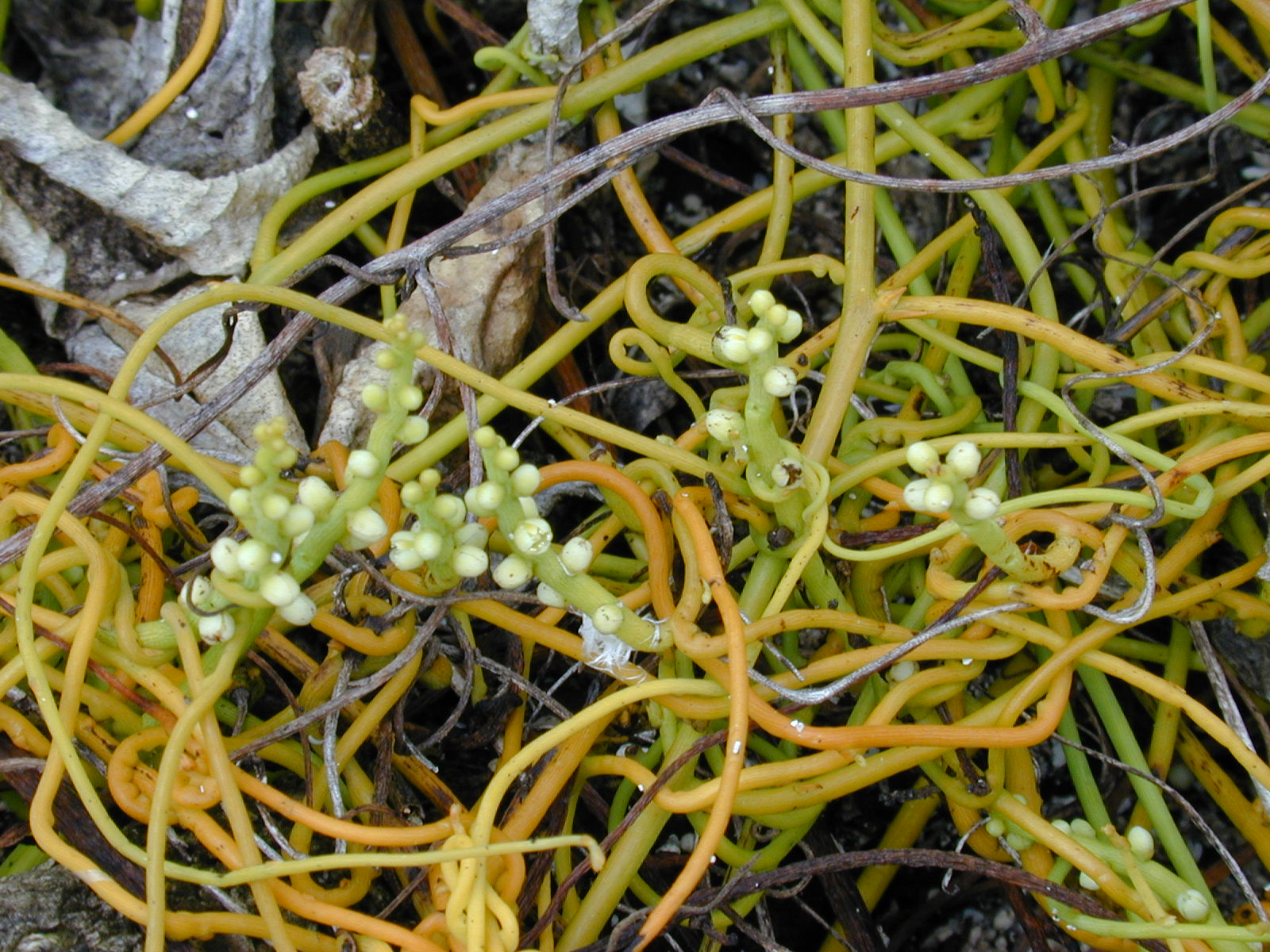
Cassytha filiformis

Cassytha filiformis, rostlina používaná v africkém lidovém léčitelství, obsahuje mnoho aporfinových alkaloidů, aktinodafnin, cassythin, a dicentrin mají in vitro účinky proti nádorovým buňkám.